# Nemapogon scholzi
Nemapogon scholzi is een vlinder uit de familie echte motten (Tineidae). De wetenschappelijke naam is voor het eerst geldig gepubliceerd in 2000 door Sutter.
De soort komt voor in Europa.